# Theta1 Microscopii
Theta1 Microscopii (θ1 Mic / HD 203006 / HR 8151) es una estrella de la constelación de Microscopium. De magnitud aparente +4,78, es la tercera más brillante de la constelación detrás de γ Microscopii y ε Microscopii, siendo su brillo ligeramente mayor que el de α Microscopii. Comparte la denominación de Bayer Theta con Theta2 Microscopii, esta última unas tres veces más alejada que Theta1 Microscopii, que se encuentra a 187 años luz del sistema solar.
Theta1 Microscopii es una estrella blanca de tipo espectral A2pCrEuSr. La p indica que es una estrella A peculiar. Estas estrellas se caracterizan por tener campos magnéticos intensos y espectros con líneas especialmente fuertes de ciertos elementos químicos, cuya intensidad varía con la rotación de la estrella. En Theta1 Microscopii destacan las líneas debidas a cromo, europio, estroncio y magnesio, que varían con su período de rotación de 2,12 días. Catalogada como variable Alfa2 Canum Venaticorum, su brillo varía 0,12 magnitudes en un período de 2,12 días. El prototipo de estas variables es la componente principal de Cor Caroli (α2 Canum Venaticorum).
La temperatura superficial de Theta1 Microscopii es de 9750 K. Con una luminosidad 33 veces mayor que la del Sol, su masa es de 2,3 masas solares. Tiene una edad estimada de 275 millones de años.